# Список подсудимых Шахтинского процесса
«Шахтинское дело» — дело 1928 года в Шахтинском районе Донбасса по обвинению большой группы руководителей и специалистов угольной промышленности из ВСНХ, треста «Донуголь» и шахт во вредительстве и саботаже. Официально называлось «Дело об экономической контрреволюции в Донбассе». Слушания проводились в Москве в Доме Союзов с 18 мая по 6 июля. Обвиняемым вменялась в вину не только вредительская деятельность, но и создание подпольной организации, установление конспиративной связи с московскими вредителями и с зарубежными антисоветскими центрами.
В данном списке представлены подсудимые данного процесса, их должности на момент ареста, статьи обвинения и приговор. Серым цветом обозначены расстрелянные по приговору суда, жёлтым — приговорённых к расстрелу, но приговор в отношении которых был заменён, зелёным — оправданные.
| ФИО                                   | Должность                                                                  | Статьи обвинения УК РСФСР | Приговор суда |
| ------------------------------------- | -------------------------------------------------------------------------- | ------------------------- | --- |
| Антонов, Пётр Ильич                   | Помощник начальника горного округа Донбасса                                | 58-7, 58-11               | 6 лет лишения свободы, 3 года поражения в правах, конфискация трети имущества.                                                                                          |
| Бабенко, Сергей Александрович         | Помощник заведующего горными работами рудоуправления.                      | 58-7, 58-11               | 5 лет лишения свободы, конфискация трети имущества (в 1937 году вторично осуждён к высшей мере наказания).                                                              |
| Бадштибер, Вильгельм Иоганнович       | Гражданин Германии, командирован в СССР как монтёр фирмы «Кнапп».          | 58-7, 58-11               | 1 год лишения свободы условно. |
| Башкин, Абрам Борисович               | Главный механик Власовского рудоуправления.                                | 58-7, 58-11               | 8 лет лишения свободы, 5 лет поражения в правах, конфискация половины имущества.                                                                                        |
| Беленко, Венедикт Иванович            | Заведующий проходкой шахты имени Красина                                   | 58-4, 58-7, 58-11         | 5 лет лишения свободы, конфискация двух пятых имущества. |
| Березовский, Николай Николаевич       | Районный уполномоченный треста «Донуголь» в Донецком рудоуправлении.       | 58-7, 58-11               | Высшая мера наказания, заменена на 10 лет лишения свободы, 5 лет поражения в правах, конфискацию всего имущества.                                                       |
| Бояринов, Николай Антонович           | Заведующий эксплуатацией Несветаевского рудоуправления.                    | 58-3, 58-7, 58-11         | Высшая мера наказания, приговор приведён в исполнение. |
| Бояршинов, Николай Прокофьевич        | Главный технический директор «Донугля».                                    | 58-3, 58-7, 58-11         | Высшая мера наказания, заменена на 10 лет лишения свободы, 5 лет поражения в правах, конфискацию всего имущества.                                                       |
| Братановский, Сергей Павлович         | Заведующий проектировочным отделом «Донугля».                              | 58-7, 58-11               | Высшая мера наказания, заменена на 10 лет лишения свободы, 5 лет поражения в правах, конфискацию всего имущества.                                                       |
| Будный, Семён Захарович               | Горный инженер треста «Транспорткопи».                                     | 58-3, 58-7, 58-11         | Высшая мера наказания, приговор приведён в исполнение. |
| Валиковский, Андрей Константинович    | Директор «Донугля».                                                        | 58-7, 58-11               | 5 лет лишения свободы, конфискация трети имущества. |
| Васильев, Фёдор Тимофеевич            | Участковый техник Донецкого рудоуправления.                                | 58-7, 58-11               | 5 лет лишения свободы, конфискация трети имущества. |
| Владимирский, Владимир Васильевич     | Главный инженер Рутченковского рудоуправления.                             | 58-7, 58-11               | 3 года лишения свободы, конфискация пятой части имущества. |
| Горлецкий, Николай Николаевич         | Заведующий подотделом механизации «Донугля».                               | 58-7, 58-11               | Высшая мера наказания, приговор приведён в исполнение. |
| Горлов, Иван Григорьевич              | Заведующий шахтой «Артём».                                                 | 58-12                     | 2 года лишения свободы условно. |
| Именитов, Соломон Григорьевич         | Заведующий отделом Московского представительства «Донугля».                | 58-12                     | 1,5 года лишения свободы. |
| Казаринов, Алексей Иванович           | Технический руководитель Елецкого известкового завода № 6.                 | 58-7, 58-11               | 10 лет лишения свободы (в 1938 году осуждён вторично к высшей мере наказания).                                                                                          |
| Калганов, Николай Ефимович            | Районный инженер треста «Донуголь».                                        | 58-7, 58-11               | 8 лет лишения свободы, 5 лет поражения в правах, конфискация половины имущества.                                                                                        |
| Калнин, Пётр Эрнестович               | Главный инженер Несветаевского рудоуправления Донбасса.                    | 58-7, 58-11               | 8 лет лишения свободы, 5 лет поражения в правах, конфискация половины имущества.                                                                                        |
| Колодуб, Андрей Кириллович            | Заведующий проходкой шахты «Аюта».                                         | 58-7, 58-11               | 8 лет лишения свободы, 5 лет поражения в правах, конфискация половины имущества.                                                                                        |
| Колодуб, Емельян Кириллович           | Техник по рационализации при Донецком рудоуправлении.                      | 58-7, 58-11               | 5 лет лишения свободы, 3 года поражения в правах, конфискация трети имущества.                                                                                          |
| Кржижановский, Николай Константинович | Горный инженер.                                                            | 58-7, 58-11               | Высшая мера наказания, приговор приведён в исполнение. |
| Кувалдин, Владимир Михайлович         | Механик Несветаевского рудоуправления.                                     | 58-7, 58-11               | 5 лет лишения свободы, конфискация трети имущества. |
| Кузьма, Леонард Бернардович           | Главный инженер треста «Сталиногорскуголь».                                | 58-7, 58-11               | 3 года лишения свободы, конфискация пятой части имущества (в 1938 году осуждён вторично к высшей мере наказания).                                                       |
| Люри, Владимир Владимирович           | Горный инженер Щербиновского рудоуправления.                               | 58-7, 58-11               | 3 года лишения свободы, конфискация пятой части имущества (в 1939 году осуждён вторично к 15 годам лишения свободы, 5 годам поражения в правах, конфискации имущества). |
| Майер, Макс Карлович                  | Гражданин Германии, командировочный в СССР горный техник.                  | 58-7                      | Оправдан. |
| Матов, Юрий Николаевич                | Управляющий управлением наземного строительства «Донугля».                 | 58-3, 58-7, 58-11         | Высшая мера наказания, заменена на 10 лет лишения свободы, 5 лет поражения в правах, конфискацию всего имущества.                                                       |
| Мешков, Леонид Николаевич             | Заместитель технического директора «Донугля».                              | 58-7, 58-11               | 6 лет лишения свободы, 3 года поражения в правах, конфискация трети имущества.                                                                                          |
| Нашивочников, Василий Николаевич      | Заведующий шахтой.                                                         | 58-7, 58-11               | 6 лет лишения свободы, 3 года поражения в правах, конфискация трети имущества.                                                                                          |
| Некрасов, Александр Евдокимович       | Заведующий шахтой.                                                         | 58-7, 58-11               | 8 лет лишения свободы, 5 лет поражения в правах, конфискация половины имущества.                                                                                        |
| Некрасов, Иван Иванович               | Главный инженер Кадиевского рудника.                                       | 58-7, 58-11               | 4 года лишения свободы, конфискация пятой части имущества. |
| Никишин, Михаил Ефимович              | Инструктор врубовых машин.                                                 | 58-12, 117                | 3 года лишения свободы условно. |
| Овчарек, Мечислав Антонович           | Помощник главного инженера Несветаевского рудоуправления.                  | 58-7, 58-11               | 1 год лишения свободы, заменён на 3 года лишения свободы (в 1933 году осуждён вторично к высшей мере наказания).                                                        |
| Одров, Владимир Клавдианович          | Главный инженер Щербиновского рудоуправления.                              | 58-7, 58-11               | 4 года лишения свободы, конфискация пятой части имущества (в 1938 году осуждён вторично к высшей мере наказания).                                                       |
| Отто, Эрнст Эмильевич                 | Гражданин Германии, командировочный фирмы «АЭГ» на рудоуправления Донбасса | 58-7                      | Оправдан |
| Потёмкин, Григорий Петрович           | Главный инженер треста «Московуголь».                                      | 58-7                      | Оправдан |
| Рабинович, Лазарь Григорьевич         | Председатель технического совета «Донугля».                                | 58-7, 58-11               | 6 лет лишения свободы, 3 года поражения в правах, конфискация трети имущества.                                                                                          |
| Ржепецкий, Владислав Станиславович    | Главный инженер Ирминского и Байракского рудоуправлений.                   | 58-7, 58-11               | 3 года лишения свободы, конфискация пятой части имущества. |
| Самойлов, Василий Никифорович         | Заведующий шахтой «Октябрьская Революция».                                 | 58-7, 58-11               | 5 лет лишения свободы, конфискация трети имущества. |
| Семенченко, Платон Иванович           | Электромонтёр Щербиновского рудоуправления.                                | 58-7, 58-11               | 3 года лишения свободы, конфискация пятой части имущества. |
| Скорутто, Николай Иосифович           | Заместитель директора Главгортопа ВСНХ СССР.                               | 58-3, 58-7, 58-11         | 10 лет лишения свободы, 5 лет поражения в правах, конфискация всего имущества.                                                                                          |
| Соколов, Валерий Олимпиевич           | Главный инженер Кадиевского рудоуправления.                                | 58-7, 58-11               | 5 лет лишения свободы, конфискация трети имущества. |
| Стояновский, Иван Кириллович          | Помощник главного инженера Щербиновского рудоуправления.                   | 58-7, 58-11               | 5 лет лишения свободы, конфискация трети имущества (в 1937 году осуждён вторично к высшей мере наказания).                                                              |
| Сущевский, Дмитрий Михайлович         | Помощник заведующего управления наземного строительства «Донугля».         | 58-7, 58-11               | 10 лет лишения свободы, 5 лет поражения в правах, конфискация всего имущества.                                                                                          |
| Файерман, Павел Маркович              | Старший инженер управления наземного строительства «Донугля».              | 58-7, 58-11               | 5 лет лишения свободы, конфискация трети имущества (в 1937 году осуждён вторично к высшей мере наказания).                                                              |
| Чернокнижников, Степан Ефимович       | Главный механик Донецкого рудоуправления.                                  | 58-7, 58-11               | 5 лет лишения свободы, конфискация трети имущества (в 1937 году осуждён вторично к высшей мере наказания).                                                              |
| Чинакал, Николай Андреевич            | Заведующий отделом механизации «Донугля».                                  | 58-7, 58-11               | 6 лет лишения свободы, 3 года поражения в правах, конфискация трети имущества.                                                                                          |
| Шадлун, Георгий Акимович              | Районный инженер треста «Донуголь».                                        | 58-3, 58-7, 58-11         | Высшая мера наказания, заменена на 10 лет лишения свободы, 5 лет поражения в правах и конфискацию всего имущества.                                                      |
| Штельбринг, Виктор Эдуардович         | Дивизионный инженер «Донугля».                                             | 58-7                      | Оправдан |
| Элиадзе, Александр Яковлевич          | Заведующий шахтой.                                                         | 58-12                     | 3 года лишения свободы. |
| Юсевич, Авраам Яковлевич              | Техник-консультант по экспорту антрацита в Париже.                         | 58-3, 58-7, 58-11         | Высшая мера наказания, приговор приведён в исполнение. |